# Región del Darién
La histórica región del Darién, también conocida como tapón del Darién o selva del Darién, abarca la parte oriental del istmo de Panamá, entre Colombia  y Panamá, donde se unen América del Sur y América Central. Allí se ubican la provincia panameña del Darién, las comarcas indígenas de Guna Yala, Emberá-Wounaan, Guna de Madungandí y Guna de Wargandí y los distritos de Chimán y Chepo en la Provincia de Panamá, en la República de Panamá, así como el norte del departamento de Chocó (Municipios de la Subregion del Darién) en Colombia. Abarca lo que antiguamente se conoció como el territorio del Darién, en la antigua República de la Nueva Granada.
Es conocida mundialmente por albergar el primer asentamiento colonial español en el continente americano, conocido como Santa María la Antigua del Darién. También es conocida por ser un área de tránsito de migrantes que la mayoría sufren de los efectos de la naturaleza (inundaciones, picaduras de insectos peligrosos, heridas por plantas, etc.) lo que causa desde heridas simples hasta la muerte.

## Geografía
La región del Darién es un área selvática y pantanosa ubicada en el límite de América Central (Panamá) y América del Sur (Colombia), que ha funcionado como una barrera natural a la comunicación por carretera entre ambos subcontinentes. Por no estar abiertas en la actualidad vías terrestres de transporte que atraviesen la zona (principalmente por ser la parte donde se interrumpe la carretera Panamericana, que conecta la mayor parte de los países del continente americano), se la ha denominado el Tapón del Darién. Probablemente fue National Geographic durante sus expediciones entre los años de 1950 y 1970 la que hizo célebre el nombre del «Tapón del Darién».[cita requerida]  Dadas estas circunstancias, la zona ha sido históricamente un punto álgido para los países que buscan expandir sus mercados con transporte por carretera.
Por el lado colombiano, la carretera Panamericana termina a 43,5 km al occidente de Chigorodó en el sitio de Lomas Aisladas (Casa 40) localizada en 7°38′N 76°57′O / 7.633, -76.950. Por el lado panameño, la carretera termina en el pueblo de Yaviza en 8°9′N 77°41′O / 8.150, -77.683. La carretera Transversal de las Américas será una carretera que construirá el Gobierno colombiano que llegará hasta Palo de Letras en el departamento del Chocó, con la que pretende establecer una conexión terrestre con Panamá. Por otro lado, el Gobierno panameño no ha puesto en marcha aún la continuación de una carretera que atraviese la región.